# كفرنيس
كفرنيس هي إحدى القرى اللبنانية من قرى قضاء الشوف في محافظة جبل لبنان.